# Liste der Monuments historiques in Vieux-Berquin
Die Liste der Monuments historiques in Vieux-Berquin führt die Monuments historiques in der französischen Gemeinde Vieux-Berquin auf.

## Liste der Bauwerke
| Bezeichnung | Beschreibung | Standort      | Kennzeichnung | Schutzstatus | Datum | Bild |
| ----------- | ------------ | ------------- | ------------- | ------------ | ----- | ---- |
| Motte       |              | Plessy (Lage) | PA00107878    | Inscrit      | 1980  |      |
| Motte       |              | (Lage)        | PA00107919    | Inscrit      | 1988  |      |